# Jeziorki Wielkie
Jeziorki Wielkie [jɛˈʑɔrki ˈvjɛlkʲɛ] (en alemán: Schöntal) es un pueblo ubicado en el distrito administrativo de Gmina Irłdap, dentro del Condado de Irłdap, Voivodato de Varmia y Masuria, en Polonia del norte, cercano a la frontera con el Óblast de Kaliningrado de Rusia. Se encuentra aproximadamente a 13 kilómetros al suroeste de Irłdap y a 123 kilómetros al noreste de la capital regional Olsztyn.